# Ярослав (поїзд)
Поїзд комбінованого транспорту «Ярослав» — вантажний поїзд, що курсував за маршрутом Луганськ (Україна) — Київ — Славкув (Польща). Потяг курсує на територію Польщі та у зворотному напрямку так званою «широкою» колією (1520 мм).

## Функціонування проєкту
Поїзд комбінованого транспорту «Ярослав» — спільний проєкт залізниць України та Польщі.
Учасники та оператори проєкту «Ярослав»:
- Україна — ДП «Український державний центр транспортного сервісу «Ліски»»
- Польща — ООО ПКП «ЛХС»

## Становлення проєкту
Проєкт було засновано в 2003 році, коли Укрзалізницею спільно з ПКП та ООО ПКП «ЛХС» було організовано потяг комбінованого транспорту «Ярослав», курсування якого здійснювалось за маршрутом Київ — Славкув. На прохання автоперевізників, маршрут потягу було продовжено до Луганська. Перевезення автопоїздів цим маршрутом здійснювались за 2,5-3 доби. За період 2003 — 2 місяці 2005 року в складі поїзда перевезено 3,2 тис. автопоїздів.
У лютому 2005 року потяг комбінованого транспорту «Ярослав» зупинив курсування через підвищення польською стороною тарифних ставок.
6-7 вересня 2006 року відбулися переговори делегацій України та Польщі, а саме, Укрзалізниці, ТОВ «Ширококолійна металургійна дорога» і операторів потягу «Ярослав» по відновленню курсування поїзду комбінованого транспорту «Ярослав», в яких на запрошення Укрзалізниці взяли участь представники АсМАП України.
У 2009 році проєкт було відновлено. 28 березня 2009 року вирушив поїзд комбінованого типу «Ярослав» в демонстраційний рейс за маршрутом Київ—Славкув. У складі поїзда було 15 платформ з контрейлерами, 12 платформ з контейнерами та 2 пасажирських вагонів. Тривалість його руху з Києва до Славкува склала 74 години, швидкість – 600 км за добу. Цього ж року сторони встановили знижки до базових тарифів на перевезення (ООО ПКП «ЛХС» на 30%, Укрзалізниця на 20%).